# لي ريتش
لي ريتش (بالإنجليزية: Lee Rich)‏ هو منتج أفلام أمريكي، ولد في 19 ديسمبر 1918 في كليفلاند في الولايات المتحدة، وتوفي في 24 مايو 2012 في لوس أنجلوس في الولايات المتحدة.

## وصلات خارجية
- لي ريتش على موقع IMDb (الإنجليزية)
- لي ريتش على موقع قاعدة بيانات الفيلم (الإنجليزية)